# Leopold von Herberstein
Leopold von Herberstein (* 1655; † 24. Dezember 1728) war Generalfeldmarschall, Ritter des goldenen Vließes und Vize-Hofkriegsratpräsident. Ferner war er Freiherr auf Neuberg und Guttenhag, Obrist-Erbland-Kämmerer und Obrist-Erbtruchseß, in Kärnten ferner wirklicher geheimer Rat und Kämmerer.

## Herkunft
Er entstammt der  Neuberg’schen Linie der Familie Herberstein und war deren letzter Vertreter. Seine Eltern waren der k. k. Oberst und Kommandant von Buccari Graf Franz Albert von Herberstein und dessen Ehefrau der Gräfin Maria Rosalia von Petazzi.

## Leben
Herberstein trat in die kaiserliche Armee ein und kam zu Prinz Eugen. Dort wurde er dessen General- und Flügel-Adjutant und lernte das Soldatenhandwerk. Als Oberstleutnant eroberte er das Schloss von Zwornik.
Später wurde er Kommandant der Festung Großwardein. Bei der Belagerung von Wien 1683 war er bereits Feldmarschall-Lieutenant. Danach wurde er kommandierender General an der windischen und slawonischen Grenze und erhielt 1691 das Infanterieregiment No. 50 (Stain). 
Im gleichen Jahr wurde er zum Generalfeldzeugmeister ernannt.
Im Jahr 1701 kommandierte er ein Korps bestehend aus seinem und einem zweiten Füsilier-Regiment, 2 Kavallerie-Regimentern und 10 Kanonen. Am 12. Juli 1701 überschritt er die Etsch und damit begann der Spanischen Erbfolgekrieg. Besonders Prinz Eugen konnte sich in dem Feldzug auszeichnen. Graf Herberstein konnte sich am 15. August 1702 in der Schlacht bei Luzzara auszeichnen.
Als Feldmarschall Lorraine-Vaudémont 1704 starb, wurde Herberstein Oberkommandierender in Italien, eine Aufgabe, die er gerne an Prinz Eugen wieder abgab. In der Schlacht von Turin am 7. September 1706 konnte er sich wieder auszeichnen und 1707 wurde er zum General-Feldmarschall ernannt.
Bereits 1705 wurde Herberstein zum Vize-Hofkriegsratpräsidenten ernannt, eine Position, die er bis zu seinem Tod behielt. Der Graf war seit dem Jahre 1721 Senior seiner Familie und wurde im gleichen Jahr mit dem Orden vom Goldenen Vließ (Nr. 640) ausgezeichnet. Er starb  unverheiratet und wurde unter großem militärischem Gepränge in der Kirche St. Anna in Wien beigesetzt. 
Zuletzt wurde Herberstein 1716 auch noch Hauptmann (Kommandant ?) der deutschen Nobelgarde.
Der General war berühmt für seine Biederkeit und Herzensgüte und hochgeachtet. Kein Armer durfte abgewiesen werden.